# 日本國鐵ED56型電力機車
ED56型电力机车（日语：ED56形電気機関車）是日本铁路的第一代干线电力机车车型之一，是由日本国有铁道的前身铁道省于1927年（昭和2年）从英国引进，由都城维克斯公司和瑞士机车和机器制造厂设计制造，适用于供电制式为1500伏直流电的电气化铁路。

## 历史
ED56型电力机车是三菱电机与海外机车制造商展开技术合作、由日本铁道省出资采购的试验性干线客运电力机车车型，于1927年（昭和2年）完成试制，1928年（昭和3年）进入铁道省编制。机车的机械部分由瑞士机车和机器制造厂（SLM）制造，电气设备由英国都城维克斯公司（Metropolitan Vickers）提供。ED56型电力机车投入运用初期，与ED57型电力机车一样在东海道本线担当旅客列车的牵引任务。中央本线完成电气化改造后，ED56型电力机车转配属八王子机关区，在饭田町至八王子间牵引旅客列车。1940年（昭和15年）3月，这台机车大宫工场通过更改传动齿轮比而改造成货运机车，并对车体和调压系统进行改良，完成改造后被改称为ED23型电力机车。此后，该台机车配属到久里浜机关区，投入横须贺线运用，至1958年（昭和33年）停运，1960年（昭和35年）5月正式报废。

## 技术特点
ED56型电力机车是干线客运用的直流电力机车，适用于供电制式为1500伏直流电的电气化铁路，机车总体结构与英国向南非铁路供应的1E型电力机车基本相同。机车采用非承载式结构的全金属箱形车体，车体两端各设有一个司机室，车体中部为电气室。司机室前方中央设有一扇端门，在司机室内机车运行方向的左侧设有司机操纵台。电气室安装有各种电气及机械装置，并设有单侧内走廊连接两端司机室。车顶相对两端司机室后部上方的位置各装有一台双臂式受电弓。
机车走行部为两台二轴转向架，机车轴式为Bo-Bo。车钩直接安装在转向架构架的端梁上。两台转向架之间设有弹性联接装置，以提高机车的小半径曲线通过性能，并用于传递牵引力。牵引电动机采用抱轴式悬挂，牵引电动机的一端安装在转向架构架上，而另一端通过抱轴承刚性抱合在车轴上。牵引电动机输出的扭矩通过一级减速齿轮传递给轮对，牵引齿轮传动比为22：75（1：3.41）。改造后的ED23型电力机车的齿轮传动比为18：79（1：4.39）。
ED53型电力机车是直—直流电传动的直流电力机车，通过调节起动电阻、牵引电动机的三段式串—并联转换和磁场削弱来达到调速的目的。机车起动和加速时，四台牵引电动机全部以串联连接，并逐步减少起动电阻的阻值；然后将每两台并联的牵引电动机为一组，两组牵引电动机以串联连接；最后牵引全部电动机并联连接，直至达到最高速度。为扩大机车的调速范围，在三种连接方式均可以对牵引电动机使用一级磁场削弱。机车采用了MT23型直流串励牵引电动机，额定功率为230千瓦，额定转速为每分钟660转，额定电压为1350伏特。控制装置采用凸轮轴接触器及电磁式空气接触器实现有级调压。

## 参看
- ED12型电力机车
- ED17型电力机车
- ED57型电力机车
- 日本电力机车列表